# Aleksandra Kowalczuk
Aleksandra Kowalczuk, née le 18 décembre 1996, est une taekwondoïste polonaise. Elle évolue dans les catégories de poids +73 kg.

## Biographie
Elle remporte la médaille d'argent lors des Championnats d'Europe 2022 des poids lourds (+73 kg) à Manchester, battue en finale par la Britannique Bianca Walkden.

## Palmarès

### Championnats d'Europe
- Médaille d'or en 2018 à Kazan (Russie), en catégorie +73 kg.
- Médaille d'argent en 2021 à Sofia (Bulgarie), en catégorie +73 kg.
- Médaille d'argent en 2022 à Manchester (Royaume-Uni), en catégorie +73 kg.

### Championnats d'Europe pour catégories olympiques
- Médaille d'or en 2019 à Dublin (Irlande), en catégorie +67 kg.
- Médaille de bronze en 2017 à Sofia (Bulgarie), en catégorie +67 kg.

### Jeux européens
- Médaille d'argent en Jeux européens de 2023 à Krynica-Zdrój (Pologne), en catégorie +73 kg.